# Sếu Siberia
Sếu Siberia (danh pháp hai phần: Leucogeranus leucogeranus) là một loài chim thuộc họ Sếu (Gruidae).. Khu vực sinh sản của sếu Siberia trước đây mở rộng từ khu vực dãy núi Ural và sông Obi về phía nam tới sông Ishim và sông Tobol, về phía đông tới khu vực Kolyma. Các quần thể giảm sút do những thay đổi trong sử dụng đất, tiêu thoát nước của vùng đất ngập nước để mở rộng nông nghiệp và săn bắn trên các tuyến đường di cư của chúng. Các vùng sinh sản ngày nay bị giới hạn trong hai khu vực tách rời cách nhau khá xa. Khu vực phía tây trong lưu vực các sông Obi, Konda và Sossva còn quần thể phía đông lớn hơn nhiều ở Yakutia trong khu vực các sông Yana và sông Alazeya.
Cũng giống như hầu hết các loài sếu, sếu Siberia sống ở vùng đầm lầy và vùng đất ngập nước nông và thường xuyên. Chúng lục soát thức ăn ở tầng nước sâu hơn so với loài sếu khác. Chúng thể hiện sự trung thành địa điểm rất cao đối với cả khu vực trú đông lẫn khu vực sinh sản. Quần thể phía tây trú đông ở Iran và một số cá thể trước đây đã từng trú đông ở Ấn Độ về phía nam tới Nagpur và về phía đông tới Bihar. Quần thể phía đông trú đông chủ yếu ở khu vực hồ Bà Dương ở Trung Quốc.